# Friuli Isonzo Rosso spumante
Il Friuli Isonzo rosso spumante è un vino DOC la cui produzione è consentita nella provincia di Gorizia.

## Caratteristiche organolettiche
- colore: rosso rubino
- odore: fruttato gradevole
- sapore: secco o amabile, caratteristico

## Produzione
Provincia, stagione, volume in ettolitri
- nessun dato disponibile